# Ischnomelissa rasmusseni
Ischnomelissa rasmusseni är en biart som beskrevs av Engel och Brooks 2002. Ischnomelissa rasmusseni ingår i släktet Ischnomelissa och familjen vägbin. Inga underarter finns listade i Catalogue of Life.